# Atletiek op de Olympische Zomerspelen 1932
Atletiek is een van de sporten die beoefend werden tijdens de Olympische Zomerspelen 1932 in Los Angeles.

## Mannen

### 100 m
| rang   | sporter(s)         | land | tijd    |
| ------ | ------------------ | ---- | ------- |
| Goud   | Eddie Tolan        | USA  | WR 10,3 |
| Zilver | Ralph Metcalfe     | USA  | WR 10,3 |
| Brons  | Arthur Jonath      | GER  | 10,4    |
| 4      | George Simpson     | USA  | 10,5    |
| 5      | Daniel Joubert     | RSA  | 10,6    |
| 6      | Takayoshi Yoshioka | JPN  | 10,8    |

### 200 m
| rang   | sporter(s)      | land | tijd    |
| ------ | --------------- | ---- | ------- |
| Goud   | Eddie Tolan     | USA  | OR 21,2 |
| Zilver | George Simpson  | USA  | 21,4    |
| Brons  | Ralph Metcalfe  | USA  | 21,5    |
| 4      | Arthur Jonath   | GER  | 21,6    |
| 5      | Carlos Bianchi  | ARG  | 21,7    |
| 6      | William Walters | RSA  | 21,9    |

### 400 m
| rang   | sporter(s)      | land | tijd    |
| ------ | --------------- | ---- | ------- |
| Goud   | Bill Carr       | USA  | WR 46,2 |
| Zilver | Ben Eastman     | USA  | 46,4    |
| Brons  | Alex Wilson     | CAN  | 47,4    |
| 4      | William Walters | RSA  | 48,2    |
| 5      | James Gordon    | USA  | 48,2    |
| 6      | George Golding  | AUS  | 48,8    |

### 800 m
| rang   | sporter(s)         | land | tijd      |
| ------ | ------------------ | ---- | --------- |
| Goud   | Tommy Hampson      | GBR  | WR 1.49,7 |
| Zilver | Alex Wilson        | CAN  | 1.49,9 *  |
| Brons  | Philip Edwards     | CAN  | 1.51,5    |
| 4      | Edwin Genung       | USA  | 1.51,7    |
| 5      | Edwin Turner       | USA  | 1.52,5    |
| 6      | Charles Hornbostel | USA  | 1.52,7    |
| 7      | John Powell        | GBR  | 1.53,1    |
| 8      | Séraphin Martin    | FRA  | 1.53,6    |

* Volgens Kluge in De Olympische Spelen van 1896 tot heden (bron: zie hieronder) liep Wilson een tijd van 1.50,0.
De Kroniek Olympische Spelen van Henk Nieuwenkamp e.a. (bron: zie hieronder) vermeldt dezelfde eindtijd.

### 1500 m
| rang   | sporter(s)        | land | tijd      |
| ------ | ----------------- | ---- | --------- |
| Goud   | Luigi Beccali     | ITA  | OR 3.51,2 |
| Zilver | John Cornes       | GBR  | 3.52,6    |
| Brons  | Philip Edwards    | CAN  | 3.52,8    |
| 4      | Glenn Cunningham  | USA  | 3.53,4    |
| 5      | Eric Ny           | SWE  | 3.54,6    |
| 6      | Norwood Hallowell | USA  | 3.55,0    |
| 7      | Jack Lovelock     | NZL  | 3.57,8    |
| 8      | Frank Crowley     | USA  | 3.58,1    |

### 5000 m
| rang   | sporter(s)           | land | tijd       |
| ------ | -------------------- | ---- | ---------- |
| Goud   | Lauri Lehtinen       | FIN  | OR 14.30,0 |
| Zilver | Ralph Hill           | USA  | OR 14.30,0 |
| Brons  | Lauri Virtanen       | FIN  | 14.44,0    |
| 4      | John Savidan         | NZL  | 14.49,6    |
| 5      | Jean-Gunnar Lindgren | SWE  | 14.54,0 *  |
| 6      | Max Syring           | GER  | 14.59,0    |
| 7      | James Burns          | GBR  |            |
| 8      | Daniel Dean          | USA  |            |

* Volgens Kluge in De Olympische Spelen van 1896 tot heden (bron: zie hieronder) liep Lindgren een tijd van 14.54,8.

### 10.000 m
| rang   | sporter(s)           | land | tijd       |
| ------ | -------------------- | ---- | ---------- |
| Goud   | Janusz Kusociński    | POL  | OR 30.11,4 |
| Zilver | Volmari Iso-Hollo    | FIN  | 30.12,6    |
| Brons  | Lauri Virtanen       | FIN  | 30.35,0    |
| 4      | John Savidan         | NZL  | 31.09,0    |
| 5      | Max Syring           | GER  | 31.35,0    |
| 6      | Jean-Gunnar Lindgren | SWE  | 31.37,0    |
| 7      | Juan Ribas           | ARG  |            |
| 8      | F. Charcarelli       | ARG  |            |

### marathon
| rang   | sporter(s)           | land  | tijd         |
| ------ | -------------------- | ----- | ------------ |
| Goud   | Juan Carlos Zabala   | ARG   | OR 2:31.36,0 |
| Zilver | Sam Ferris           | GBR   | 2:31.55,0    |
| Brons  | Armas Toivonen       | FIN   | 2:32.12,0    |
| 4      | Duncan McLeod Wright | GBR * | 2:32.41,0    |
| 5      | Seiichiro Tsuda      | JPN   | 2:35.42,0    |
| 6      | Onbai Kin            | JPN   | 2:37.28,0    |
| 7      | Albert Michelson     | USA   | 2:39.38,0    |
| 8      | Oskar Hekš           | TCH   | 2:41.35,0    |

* Volgens Zur Megede in Die Geschichte der olympischen Leichtathletik - Band 1: 1896-1936 (bron: zie hieronder) was Duncan McLeod Wright een Amerikaan

### 110 m horden
| rang   | sporter(s)     | land | tijd   |
| ------ | -------------- | ---- | ------ |
| Goud   | George Saling  | USA  | 14,6 * |
| Zilver | Percy Beard    | USA  | 14,7   |
| Brons  | Donald Finlay  | GBR  | 14,8   |
| 4      | Jack Keller    | USA  | 14,8   |
| 5      | David Burghley | GBR  | 14,8   |
|        | Willi Welscher | GER  | DQ     |

* George Saling liep een WR in de halve finales, tijd 14,4 s

### 400 m horden
| rang   | sporter(s)     | land | tijd    |
| ------ | -------------- | ---- | ------- |
| Goud   | Bob Tisdall    | IRL  | 51,7 *  |
| Zilver | Glenn Hardin   | USA  | WR 51,9 |
| Brons  | Morgan Taylor  | USA  | 52,0    |
| 4      | David Burghley | GBR  | 52,2    |
| 5      | Luigi Facelli  | ITA  | 53,0    |
| 6      | Johan Areskoug | SWE  | 54,6    |

* Een WR was alleen geldig, indien alle horden bleven staan. Bij Tisdall was dit niet het geval.

### 3000 m steeplechase
| rang   | sporter(s)        | land | tijd *     |
| ------ | ----------------- | ---- | ---------- |
| Goud   | Volmari Iso-Hollo | FIN  | 10.33,4 ** |
| Zilver | Thomas Evenson    | GBR  | 10.46,0    |
| Brons  | Joseph McCluskey  | USA  | 10.46,2    |
| 4      | Martti Matilainen | FIN  | 10.52,4    |
| 5      | George Bailey     | GBR  | 10.53,2    |
| 6      | Glenn Dawson      | USA  |            |
| 7      | Giuseppe Lippi    | ITA  |            |
| 8      | Walter Pritchard  | USA  |            |

* Wegens een telfout van een official werd er in de finale een ronde (460 m) te veel gelopen.

** Volmari Iso-Hollo liep een OR in de voorronde, tijd 9.14,6.

### 4 x 100 m estafette
| rang   | sporter(s)                                                       | land | tijd    |
| ------ | ---------------------------------------------------------------- | ---- | ------- |
| Goud   | Robert Kiesel Emmett Toppino Hector Dyer Frank Wykoff            | USA  | WR 40,0 |
| Zilver | Helmut Körnig Friedrich Hendrix Erich Borchmeyer Arthur Jonath   | GER  | 40,9    |
| Brons  | Giuseppe Castelli Luigi Facelli Ruggero Maregatti Edgardo Toetti | ITA  | 41,2    |
| 4      | Percy Williams James Brown Harold Wright Birchall Pearson        | CAN  | 41,3    |
| 5      | Takayoshi Yoshioka Chuhei Nambu Izuo Anno Itaro Nakajima         | JPN  | 41,3    |
| 6      | Donald Finlay Stanley Fuller Stanley Engelhart Ernest Page       | GBR  | 41,4    |

### 4 x 400 m estafette
| rang   | sporter(s)                                                  | land | tijd      |
| ------ | ----------------------------------------------------------- | ---- | --------- |
| Goud   | Ivan Fuqua Ed Ablowich Karl Warner Bill Carr                | USA  | WR 3.08,2 |
| Zilver | Crew Stoneley Tommy Hampson David Burghley Godfrey Rampling | GBR  | 3.11,2    |
| Brons  | Ray Lewis Jimmy Ball Philip Edwards Alex Wilson             | CAN  | 3.12,8    |
| 4      | Joachim Büchner Walter Nehb Adolf Metzner Otto Peltzer      | GER  | 3.14,4    |
| 5      | Itaro Nakajima Iwao Masuda Seikan Oki Teichi Nishi          | JPN  | 3.14,6    |
| 6      | Giacomo Carlini Giovanni Turba Mario De Negri Luigi Facelli | ITA  | 3.17,8    |

### 50 km snelwandelen
| rang   | sporter(s)     | land | tijd       |
| ------ | -------------- | ---- | ---------- |
| Goud   | Thomas Green   | GBR  | OR 4:50.10 |
| Zilver | Jānis Daliņš   | LAT  | 4:57.20    |
| Brons  | Ugo Frigerio   | ITA  | 4:59.06    |
| 4      | Karl Hähnel    | GER  | 5:06.06    |
| 5      | Ettore Rivolta | ITA  | 5:07.39    |
| 6      | Paul Sievert   | GER  | 5:16.41    |
| 7      | Henri Quintric | FRA  | 5:27.25    |
| 8      | Ernest Crosbie | USA  | 5:28.02    |

### hoogspringen
| rang   | sporter(s)        | land | hoogte |
| ------ | ----------------- | ---- | ------ |
| Goud   | Duncan McNaughton | CAN  | 1,97 m |
| Zilver | Robert Van Osdel  | USA  | 1,97 m |
| Brons  | Simeon Toribio    | PHI  | 1,97 m |
| 4      | Cornelius Johnson | USA  | 1,97 m |
| 5      | Ilmari Reinikka   | FIN  | 1,94 m |
| 6      | Kazuo Kimura      | JPN  | 1,94 m |
| 7      | Misao Ono         | JPN  | 1,90 m |
| 7      | Jozsef Pławczyk   | POL  | 1,90 m |

### polsstokhoogspringen
| rang   | sporter(s)       | land | hoogte     |
| ------ | ---------------- | ---- | ---------- |
| Goud   | Bill Miller      | USA  | OR 4,315 m |
| Zilver | Shuhei Nishida   | JPN  | 4,30 m     |
| Brons  | George Jefferson | USA  | 4,20 m     |
| 4      | Bill Graber      | USA  | 4,15 m     |
| 5      | Shizuo Mochizuki | JPN  | 4,00 m     |
| 6      | Lúcio de Castro  | BRA  | 3,90 m     |
| 7      | Petros Klentzos  | GRE  | 3,75 m     |
|        | Carlos Nelli     | BRA  | 0 m        |

### verspringen
| rang   | sporter(s)                  | land | afstand |
| ------ | --------------------------- | ---- | ------- |
| Goud   | Ed Gordon                   | USA  | 7,64 m  |
| Zilver | Lambert Redd                | USA  | 7,60 m  |
| Brons  | Chuhei Nambu                | JPN  | 7,45 m  |
| 4      | Eric Svensson               | SWE  | 7,41 m  |
| 5      | Richard Barber              | USA  | 7,39 m  |
| 6      | Naoto Tajima                | JPN  | 7,15 m  |
| 7      | Héctor Berra                | ARG  | 6,66 m  |
| 8      | Clovis de Figueiredo Raposo | BRA  | 6,43 m  |

### hink-stap-springen
| rang   | sporter(s)       | land | afstand    |
| ------ | ---------------- | ---- | ---------- |
| Goud   | Chuhei Nambu     | JPN  | WR 15,72 m |
| Zilver | Eric Svensson    | SWE  | 15,32 m    |
| Brons  | Kenkichi Oshima  | JPN  | 15,12 m    |
| 4      | Eamon Fitzgerald | IRL  | 15,01 m    |
| 5      | Wim Peters       | NED  | 14,93 m    |
| 6      | Sol Furth        | USA  | 14,88 m    |
| 7      | Sidney Bowman    | USA  | 14,87 m    |
| 8      | Rolland Romero   | USA  | 14,85 m    |

### kogelstoten
| rang   | sporter(s)            | land | afstand     |
| ------ | --------------------- | ---- | ----------- |
| Goud   | Leo Sexton            | USA  | OR 16,005 m |
| Zilver | Harlow Rothert        | USA  | 15,675 m    |
| Brons  | František Douda       | TCH  | 15,61 m     |
| 4      | Emil Hirschfeld       | GER  | 15,56 m     |
| 5      | Nelson Gray           | USA  | 15,46 m     |
| 6      | Hans-Heinrich Sievert | GER  | 15,07 m     |
| 7      | József Darányi        | HUN  | 14,67 m     |
| 8      | Kalle Järvinen        | FIN  | 14,63 m     |

### discuswerpen
| rang   | sporter(s)     | land | afstand    |
| ------ | -------------- | ---- | ---------- |
| Goud   | John Anderson  | USA  | OR 49,49 m |
| Zilver | Henri Laborde  | USA  | 48,47 m    |
| Brons  | Paul Winter    | FRA  | 47,85 m    |
| 4      | Jules Noël     | FRA  | 47,74 m    |
| 5      | István Donogán | HUN  | 47,07 m *  |
| 6      | Endre Madarász | HUN  | 46,52 m    |
| 7      | Kalevi Kotkas  | FIN  | 45,87 m    |
| 8      | Paul Jessup    | USA  | 45,25 m    |

* Volgens Zur Megede in Die Geschichte der olympischen Leichtathletik - Band 1: 1896-1936 (bron: zie hieronder) wierp Donogán 47,08 m.

### kogelslingeren
| rang   | sporter(s)       | land | afstand |
| ------ | ---------------- | ---- | ------- |
| Goud   | Pat O'Callaghan  | IRL  | 53,92 m |
| Zilver | Ville Pörhölä    | FIN  | 52,27 m |
| Brons  | Peter Zaremba    | USA  | 50,33 m |
| 4      | Ossian Skiöld    | SWE  | 49,25 m |
| 5      | Grant McDougall  | USA  | 49,12 m |
| 6      | Federico Kleger  | ARG  | 48,33 m |
| 7      | Gunnar Jansson   | SWE  | 47,79 m |
| 8      | Armando Poggioli | ITA  | 46,90 m |

### speerwerpen
| rang   | sporter(s)        | land | afstand    |
| ------ | ----------------- | ---- | ---------- |
| Goud   | Matti Järvinen    | FIN  | OR 72,71 m |
| Zilver | Matti Sippala     | FIN  | 69,80 m    |
| Brons  | Eino Penttilä     | FIN  | 68,70 m    |
| 4      | Gottfried Weimann | GER  | 68,18 m    |
| 5      | Lee Bartlett      | USA  | 64,46 m    |
| 6      | Kenneth Churchill | USA  | 63,24 m    |
| 7      | Malcolm Metcalf   | USA  | 61,89 m    |
| 8      | Kohsaku Sumiyoshi | JPN  | 61,14 m    |

### tienkamp
| rang   | sporter(s)            | land | punten     |
| ------ | --------------------- | ---- | ---------- |
| Goud   | James Bausch          | USA  | WR 8462,23 |
| Zilver | Akilles Järvinen      | FIN  | 8292,48    |
| Brons  | Wolrad Eberle         | GER  | 8030,80    |
| 4      | Wilson Charles        | USA  | 7985,00    |
| 5      | Hans-Heinrich Sievert | GER  | 7941,07    |
| 6      | Paavo Yrjölä          | FIN  | 7688,09    |
| 7      | Clyde Coffman         | USA  | 7534,41    |
| 8      | Bob Tisdall           | IRL  | 7327,17    |

## Vrouwen

### 100 m
| rang   | sporter(s)             | land | tijd    |
| ------ | ---------------------- | ---- | ------- |
| Goud   | Stanisława Walasiewicz | POL  | WR 11,9 |
| Zilver | Hilda Strike           | CAN  | 11,9    |
| Brons  | Wilhelmina von Bremen  | USA  | 12,0    |
| 4      | Marie Dollinger        | GER  | 12,2    |
| 5      | Eileen Hiscock         | GBR  | 12,3    |
| 6      | Elizabeth Wilde        | USA  | 12,5    |

### 80 m horden
| rang   | sporter(s)      | land | tijd    |
| ------ | --------------- | ---- | ------- |
| Goud   | Babe Didrikson  | USA  | WR 11,7 |
| Zilver | Evelyne Hall    | USA  | WR 11,7 |
| Brons  | Marjorie Clark  | RSA  | 11,8    |
| 4      | Simone Schaller | USA  | 11,9    |
| 5      | Violet Webb     | GBR  | 11,9    |
| 6      | Alda Wilson     | CAN  | 12,0    |

### 4 x 100 m estafette
| rang   | sporter(s)                                                      | land | tijd    |
| ------ | --------------------------------------------------------------- | ---- | ------- |
| Goud   | Mary Carew Evelyn Furtsch Annette Rogers Wilhelmina von Bremen  | USA  | WR 47,0 |
| Zilver | Mildred Frizzell Lillian Palmer Mary Frizzell Hilda Strike      | CAN  | WR 47,0 |
| Brons  | Eileen Hiscock Gwendoline Porter Violet Webb Nellie Halstead    | GBR  | 47,6    |
| 4      | Jo Dalmolen Cor Aalten Bep du Mée Tollien Schuurman             | NED  | 47,6    |
| 5      | Mie Muraoka Michi Nakanishi Asa Dogura Sumiko Watanabe          | JPN  |         |
| 6      | Grete Heublein Ellen Braumüller Tilly Fleischer Marie Dollinger | GER  |         |

### hoogspringen
| rang   | sporter(s)       | land | hoogte    |
| ------ | ---------------- | ---- | --------- |
| Goud   | Jean Shiley      | USA  | WR 1,65 m |
| Zilver | Babe Didrikson   | USA  | WR 1,65 m |
| Brons  | Eva Dawes        | CAN  | 1,60 m    |
| 4      | Lien Gisolf      | NED  | 1,58 m    |
| 5      | Marjorie Clark   | RSA  | 1,58 m    |
| 6      | Annette Rogers   | USA  | 1,58 m    |
| 7      | Helman Notte     | GER  | 1,55 m    |
| 8      | Yuriko Hirohashi | JPN  | 1,49 m    |

### discuswerpen
| rang   | sporter(s)             | land | afstand      |
| ------ | ---------------------- | ---- | ------------ |
| Goud   | Lillian Copeland       | USA  | OR 40,58 m * |
| Zilver | Ruth Osborn            | USA  | 40,12 m **   |
| Brons  | Jadwiga Wajsówna       | POL  | 38,75 m      |
| 4      | Tilly Fleischer        | GER  | 36,13 m      |
| 5      | Grete Heublein         | GER  | 34,67 m      |
| 6      | Stanisława Walasiewicz | POL  | 33,61 m      |
| 7      | Mitsue Ishizu          | JPN  | 33,49 m      |
| 8      | Ellen Braumüller       | GER  | 33,15 m      |

* Volgens Zur Megede in Die Geschichte der olympischen Leichtathletik - Band 1: 1896-1936 (bron: zie hieronder) wierp Copeland 40,59 m.

** Volgens Zur Megede in Die Geschichte der olympischen Leichtathletik - Band 1: 1896-1936 (bron: zie hieronder) wierp Osborn 40,13 m.

### speerwerpen
| rang   | sporter(s)        | land | afstand      |
| ------ | ----------------- | ---- | ------------ |
| Goud   | Babe Didrikson    | USA  | OR 43,68 m * |
| Zilver | Ellen Braumüller  | GER  | 43,49 m *    |
| Brons  | Tilly Fleischer   | GER  | 43,00 m **   |
| 4      | Masako Shimpo     | JPN  | 39,07 m *    |
| 5      | Nan Gindele       | USA  | 37,95 m      |
| 6      | Gloria Russell    | USA  | 36,73 m *    |
| 7      | María Uribe Jasso | MEX  | 33,66 m      |
| 8      | Mitsue Ishizu     | JPN  | 30,81 m      |

* Volgens Zur Megede in Die Geschichte der olympischen Leichtathletik - Band 1: 1896-1936 (bron: zie hieronder) wierpen Didrikson, Braumüller, Shimpo en Russell allen een cm meer.

** Volgens Zur Megede in Die Geschichte der olympischen Leichtathletik - Band 1: 1896-1936 (bron: zie hieronder) wierp Fleischer 43,15 m.

## Medaillespiegel
| rang   | land              | goud | zilver | brons | totaal |
| ------ | ----------------- | ---- | ------ | ----- | ------ |
| 1      | Verenigde Staten  | 16   | 13     | 6     | 35     |
| 2      | Finland           | 3    | 4      | 4     | 11     |
| 3      | Groot-Brittannië  | 2    | 4      | 2     | 8      |
| 4      | Polen             | 2    | 0      | 1     | 3      |
| 5      | Ierland           | 2    | 0      | 0     | 2      |
| 6      | Canada            | 1    | 3      | 5     | 9      |
| 7      | Japan             | 1    | 1      | 2     | 4      |
| 8      | Italië            | 1    | 0      | 2     | 3      |
| 9      | Argentinië        | 1    | 0      | 0     | 1      |
| 10     | Duitsland         | 0    | 2      | 3     | 5      |
| 11     | Letland           | 0    | 1      | 0     | 1      |
| 11     | Zweden            | 0    | 1      | 0     | 1      |
| 13     | Filipijnen        | 0    | 0      | 1     | 1      |
| 13     | Frankrijk         | 0    | 0      | 1     | 1      |
| 13     | Tsjecho-Slowakije | 0    | 0      | 1     | 1      |
| 13     | Zuid-Afrika       | 0    | 0      | 1     | 1      |
| totaal | totaal            | 29   | 29     | 29    | 87     |

Athene 1896 · Parijs 1900 · St. Louis 1904 · Londen 1908 · Stockholm 1912 · Antwerpen 1920 · Parijs 1924 · Amsterdam 1928 · Los Angeles 1932 · Berlijn 1936 · Londen 1948 · Helsinki 1952 · Melbourne 1956 · Rome 1960 · Tokio 1964 · Mexico-stad 1968 · München 1972 · Montréal 1976 · Moskou 1980 · Los Angeles 1984 · Seoel 1988 · Barcelona 1992 · Atlanta 1996 · Sydney 2000 · Athene 2004 · Peking 2008 · Londen 2012 · Rio de Janeiro 2016  · Tokio 2020  · Parijs 2024  · Los Angeles 2028 
Medaillewinnaars mannen · vrouwen · gemengd
American Football (demonstratie) · Atletiek · Boksen · Gewichtheffen · Hockey · Lacrosse (demonstratie) · Kunstwedstrijden · Moderne vijfkamp · Paardensport · Roeien · Schermen · Schietsport · Schoonspringen · Turnen · Waterpolo · Wielersport · Worstelen · Zeilen · Zwemmen